# خواهرکشی
خواهرکشی (انگلیسی: Sororicide) به عمل کشتن خواهر خود گفته می‌شود. تعدادی از نمونه‌های خواهرکشی و برادرکشی در دوران نوجوانی و حتی دوران قبل از نوجوانی وجود دارد. این عمل جایی که رقابت هم‌نیایی وجود دارد، اتفاق می‌افتد و باعث پرخاشگری جسمی خارج از کنترل شده و منجر به مرگ یکی از آنها می‌شود؛ به‌خصوص هنگامی که سلاح قدرتمندی در دسترس آنها است یا یکی از آنها به مراتب بزرگتر از دیگری بوده و به اشتباه خود را قوی‌تر ارزیابی می‌کند.

## نمونه‌های شناخته‌شده یا مشکوک
- برنیس چهارم مصر، گفته می‌شود او خواهرش کلئوپاترا ششم تری‌فاینا را مسموم کرده‌است.
- کلئوپاترای هفتم مصر خواستار اعدام خواهرش آرسینو چهارم شده بود.
- شاعر ایتالیایی ایزابلا دی مورا توسط برادرش به علت رابطه مشکوک با یک نجیب‌زاده متأهل کشته شد.
- قاتل‌های سریالی کانادایی کارلا هوموکلا و پل برناردو به خواهر کارلا، تامی هوموکلا تجاوز کرده و او را کشته بودند.
- رونالد دفئو جی‌آر. در سال ۱۹۷۴ به دو خواهرش آلیسون و داون شلیک کرده و آنها را کشته بود.